# Gorogobius
Gorogobius és un gènere de peixos de la família dels gòbids i de l'ordre dels perciformes.

## Taxonomia
- Gorogobius nigricinctus (Delais, 1951)
- Gorogobius stevcici (Kovacic & Schliewen, 2008)[3][4][5][6][7][8]